# HP200A

Аудио осциллятор HP200A

HP200A — первый продукт компании Hewlett-Packard. Представляет собой низкочастотный генератор, собранный по резистивно-ёмкостной схеме с мостом Вина в 1939 году, в качестве нелинейного элемента обратной связи использовалась обычная лампа накаливания. Сразу 8 таких приборов приобрела компания Walt Disney для тестирования звукового оборудования при создании мультипликационного фильма «Фантазия».